# Омар Катарі
Омар Катарі (ісп. Omar Catarí); 25 квітня 1964) — венесуельський професійний боксер, призер Олімпійських ігор.

## Аматорська кар'єра
На Панамериканських іграх 1983 програв у другому бою Адольфо Орта (Куба).
На Олімпійських іграх 1984 завоював бронзову медаль.
- В 1/16 фіналу переміг Аззедина Саїда (Алжир) — RSC 2
- В 1/8 фіналу переміг Сатору Хігасі (Японія) — 4-1
- У чвертьфіналі переміг Пак Хьонг Ок (Південна Корея) — 4-1
- У півфіналі програв Мелдріку Тейлору (США) — 0-5

1986 року став бронзовим призером Ігор Центральної Америки і Карибського басейну.
На Панамериканських іграх 1987 програв у першому бою Арнальдо Меса (Куба).
На Олімпійських іграх 1988 переміг Муссу Кагамбега (Буркіна-Фасо) і програв Абдель Хак Ашику (Марокко).

## Професіональна кар'єра
1989 року дебютував на професійному рингу. 24 лютого 1992 року вийшов на бій проти чемпіона WBA в другій напівлегкій вазі Дженаро Ернандеса (США) і програв одностайним рішенням суддів.